# Helmut Kleiser
Helmut Kleiser (* 28. November 1939 in Neudörfel) ist ein deutscher Maler und Grafiker.

## Leben und Werk
Kleiser besuchte von 1956 bis 1959 die Arbeiter-und-Bauern-Fakultät für bildende Kunst an der Hochschule für Bildende Künste Dresden (HfBK) und machte das Abitur. Von 1959 bis 1966 studierte er bei Hans Theo Richter an der HfBK. Nach dem Diplomabschluss wurde er, wie auch einige weitere Absolventen von Kunsthochschulen, gezielt nach Magdeburg geleitet. Diese Maßnahme sollte zur kulturellen Entwicklung der Stadt beitragen, nachdem 1963 die Kunstgewerbe- und Handwerkerschule geschlossen worden war. Seitdem arbeitete Kleiser dort freischaffend als Maler und Grafiker. Er war bis 1990 Mitglied des Verbands Bildender Künstler der DDR.

## Teilnahme an zentralen und wichtigen regionalen Ausstellungen in der DDR
- 1974, 1979 und 1984: Magdeburg, Bezirkskunstausstellungen
- 1981: Magdeburg, Kulturhistorisches Museum („Maler stellen aus“)
- 1987: Magdeburg, Kloster Unser Lieben Frauen („Handzeichnung und Plastik“)
- 1989: Berlin und weitere Städte („100 ausgewählte Grafiken“)

## Werke (Auswahl)
- Märchenhirsch (1970, Weißlinienschnitt, 16 × 15,8 cm)[2]
- 9 Holzschnitte aus Anlass des 40. Jahrestages der demokratischen Bodenreform (1985), Börde-Museum Burg Ummendorf[3]